# Eldamar
Eldamar est dans l'œuvre de l'écrivain britannique J. R. R. Tolkien une région d'Aman située à l'est de la chaîne montagneuse des Pelóri où les Elfes vivaient.
La superficie d'Eldamar est inconnue mais la zone qui s'étendait entre la baie d'Eldamar et les Pelóri devait probablement faire quelques dizaines de kilomètres de large. Eldamar comprenait le Taniquetil ainsi que le Calacirya où était construite Tirion et devait s'étendre sur des centaines de kilomètres au nord du Calacirya.
La baie d'Eldamar comprenait quant à elle l'île de Tol Eressëa.
Enfin, Avathar, jadis le repaire d'Ungoliant, se situait au sud d'Eldamar.